# Ройс (река)
Ройс (устар. Рёйс, Рейсс; нем. Reuss) — река в Швейцарии. Длина реки — 164,4 км, площадь водосборного бассейна — 3425 км². Четвёртая по величине река Швейцарии (после Рейна, Аре и Роны). Протекает по территории кантонов Ури, Швиц, Нидвальден, Обвальден и Люцерн. Относится к бассейну Рейна. Падение высот 2101 м. Расход воды: максимальный 450 м³/с, минимальный 10 м³/с, среднегодовой 140 м³/с.
Истоки реки находятся на массиве Сен-Готард, на одноимённом леднике, образовавшемся в последнюю — Вюрмскую эпоху Плейстоценового оледенения. С перевала Сен-Готард берёт начало Готард-Ройс, а с перевала Фурка (2436 м) — Фурка-Ройс, принимающая у селения Реальп ручей Витенвассеренройс. Эти истоки сливаются в Урнерской долине, образуя реку Ройс. Отсюда Ройс течёт на запад, у селения Андерматт поворачивает на север и протекает сквозь ущелье Шёленен бурным потоком с многочисленными водопадами. Освоение населением Швейцарии этого ущелья, обрамлённого отвесными гранитными склонами 100-метровой высоты произошло в позднее средневековье и связано с сооружением у Андерматта в 1595 году моста через Ройс, получившего название Чёртов мост и «Урнерской дыры», пробитой в скалах в 1707 году. До Эрстфельда река течёт по дну ущелий, затем протекает по равнине и впадает у Флюэлена в Фирвальдштетское озеро.
Ущелье Шёленен является местом героических боёв русских войск с французскими во время Швейцарского похода Суворова. Спустившись с Сен-Готарда в ущелье Шёленен, русские войска нанесли поражение французским войскам, оборонявшимся на неприступных позициях перед Урзернской дырой и Чёртовым мостом и вышли из долины Рёйса на равнину перед Альтдорфом 14 (25) сентября 1799 года.
14(26) сентября 1898 года в ущелье Шёленен, рядом с Чёртовым мостом был открыт высеченный в скале памятник русским воинам, погибшим в Швейцарском походе.

## Притоки
- Кляйне-Эмме